# 99503 Лівончул
99503 Лівончул (99503 Leewonchul) — астероїд головного поясу, відкритий 16 лютого 2002 року.
Тіссеранів параметр щодо Юпітера — 3,482.